# Bandeira do Uruguai
A Bandeira do Uruguai ou Pavilhão Nacional é um dos símbolos nacionais do Uruguai. Adotada pelas leis de 16 de dezembro de 1828 e 12 de julho de 1830. Suas cores são o branco e o azul, apresentando um sol dourado na extremidade superior esquerda, que é a parte mais famosa da bandeira uruguaia. A bandeira possui as seguintes proporções: 3x2, comprimento por largura, e o espaço que contém o sol consiste em um quadro na parte superior, junto ao mastro, que chega até a sexta faixa, exclusiva, de cor azul. A primeira listra e a última são de cor branca. O sol consiste num círculo radiante, com face, circundado por dezesseis raios, com um diâmetro de 11/15 do quadro branco. Quanto ao significado das cores, elas expressam os ideais revolucionários de Liberdade, Igualdade e Fraternidade.

A disposição dos elementos que compõem a bandeira do Uruguai é inspirada na bandeira dos Estados Unidos. O cantão está ocupado pelo Sol de Maio, símbolo que historicamente faz referência à independência do Vice-Reino do Rio da Prata da Espanha. As nove listras, azuis que se distribuem pelo retângulo branco representam os primeiros nove departamentos. 

## Juramento de fidelidade à bandeira
Todo cidadão natural ou legal uruguaio está, ao menos uma vez na vida, obrigado a prestar juramento de fidelidade à bandeira, em ato público e solene. Será feita a seguinte indagação ao cidadão:
"Jurais honrar vossa Pátria, com a prática constante de uma vida digna, consagrada ao exercício do bem para vós e vossos semelhantes; defender com sacrifício de vossa vida se for preciso, a Constituição e as leis da República, a honra e a integridade da Nação e suas instituições democráticas, todo o qual simboliza esta Bandeira?"
Após a pergunta, o cidadão a jurar o pavilhão deve responder:
"Sim, juro!!"

## Outras bandeiras
O Uruguai é um dos poucos países no mundo que adotou três bandeiras como símbolo nacional.
As três bandeiras são levantadas em conjunto em ocasiões festivas nacionais, permanecendo alinhadas durante todo o dia.
Nos colégios e instituções de ensino tanto privadas como públicas, escolhem-se três alunos com melhor rendimento acadêmico e lhes designam uma bandeira a cada um: a Nacional, a de Artigas e a dos Treinta y Tres Orientales. Outros seis estudantes também recebem homenagens, dividindo-os dessa forma em abandeirados.

Bandeira de Artigas
Bandeira dos Treinta y Tres Orientales
Bandeira Naval

## Bandeiras históricas
Durante a Guerra Grande, forças leais ao Partido Nacional, a mando de Manuel Oribe, usavam uma versão da bandeira oriental (com azul bem escuro), apoiados pelos Federais argentinos, que por sua vez utilizavam uma versão (com azul bem escuro) na bandeira da Confederação Argentina. Por sua vez, as forças da sitiada Montevidéu, leais ao Partido Colorado, dirigidos por Fructuoso Rivera, cuja cor do distintivo antes da Batalha de Carpintería a cor celeste, empunhavam uma versão da bandeira uruguaia com azul celeste bem claro, sendo apoiados por todos os Unitários de Buenos Aires no exílio.

Bandeira da Cisplatina, nome do atual Uruguai quando era uma província brasileira.